# 朝鮮ガンマン
『朝鮮ガンマン』（ちょうせんガンマン、朝: 조선 총잡이）は、2014年6月25日 - 9月14日にKBS2『KBS水木ドラマ』枠で放送された大韓民国のテレビドラマ。全22話。
19世紀末の李氏朝鮮を舞台に、権力争いに巻き込まれて家族を失った青年の復讐を描く。イ・ジュンギ主演。当時韓国で活躍していた日本人俳優大谷亮平も出演、本作で韓国ドラマアワード2014グローバル俳優賞を受賞した。

## あらすじ
朝鮮王朝時代末期の李氏朝鮮では、欧米列強や周辺諸国からの脅威に直面する中、日本に倣って近代化を推し進めようとする開化派と、清と結ぶ保守的な事大党が争いを続けていた。そんな中、開化派の学者たちが謎の銃使いによって次々に殺されるという事件が起きる。武官のパク・ジナンは王命により捜査に乗り出す。
一方、ジナンの息子ユンガンは男装した娘スインを銃使いと勘違いし、さらに奇妙な縁から彼女の家に居候することになる。スインは始めユンガンに悪い印象を抱くが、ユンガンに窮地を助けられたことで、互いに惹かれ合っていく。
だが、事件を捜査していたジナンが銃使いに殺され、さらにユンガンの妹も殺されたことで、ユンガンは窮地に立たされる。ユンガンは何者かの策略により謀反の罪に問われ、追われる立場になってしまったのだ。そしてユンガンもまた、スインの目の前で銃弾に倒れた…。
3年後、日本人の商人・長谷川半蔵が商談のため朝鮮にやってきた。港を訪れていたスインは、半蔵がユンガンに瓜二つなことに驚く。実は半蔵はユンガンの仮の姿であった。殺されたかに見せかけて生き延びた彼の目的は、銃使いを探し出して父と妹の復讐を果たすことだった。

## キャスト
- パク・ユンガン/長谷川半蔵：イ・ジュンギ - 青年武士。父が殺されて罪人の汚名を着せられたうえ、自身も“罪人の子”のレッテルを貼られた挙句に何者かの銃弾で撃ち殺されたかに見せかけて生き延び、陰謀の全容解明を目論むべく、「日本人商人の長谷川半蔵」と身分を騙って行動する。
- チョン・スイン：ナム・サンミ - 訳官の娘。
- チェ・ヘウォン：チョン・ヘビン - 商団の娘。
- キム・ホギョン：ハン・ジュワン - 朝廷の権力者の庶子。
- チェ・ウォンシン：ユ・オソン - 行商人団の首長。ヘウォンの父。
- 高宗：イ・ミヌ - 李氏朝鮮の第26代国王→大韓帝国初代皇帝。
- キム・オッキュン：ユン・ヒソク - 開化派のリーダー。ユンガンの命の恩人。
- 中殿ミン氏（明成皇后）：ハ・ジウン - 高宗の正室。
- ハン・ジョンフン：イ・ドンフィ[5] - 捕盗庁の捕校。ユンガンの友人。
- パク・ジナン：チェ・ジェソン - 武衛所の別将。ユンガンの父。
- ムン・イルホ：チェ・チョルホ - ジナンの副官。
- パク・ヨナ：キム・ヒョンス	 - ユンガンの妹。
- サンチュ（佐藤）：チェ・ジェファン
- 金丸：大谷亮平 - 山元商団の団員。ユンガンの同行者。
- ジェミ：キム・ガウン - ユンガンの使用人。
- 山元：キム・ウンス - 日本の商人。
- オギョン：キム・ジョンハク - 開化派の学者。
- キム・ジャヨン：チェ・ジョンウォン - 守旧派の長。
- 興宣大院君：ユン・スンウォン
- パク・ヨンヒョ：チ・スンヒョン

## 日本での放送
日本では、2015年12月8日 - 2016年1月25日にテレビ大阪『ぐっどちゃんねる』枠で、2016年3月16日 - 4月26日にBSジャパン(現：BSテレ東)『韓ドラ☆』枠で日本語吹替で全30回で放送された。
吹替キャスト
- パク・ユンガン/長谷川半蔵：石田彰
- チョン・スイン：飯塚雅弓
- チェ・ヘウォン：吉田麻実
- キム・ホギョン：柳田淳一
- チェ・ウォンシン：山野井仁
- 金丸：石狩勇気
- パク・ジナン：中村和正
- キム・オッキュン：水越健
- キム・ジャヨン：西村太佑